# Witiko

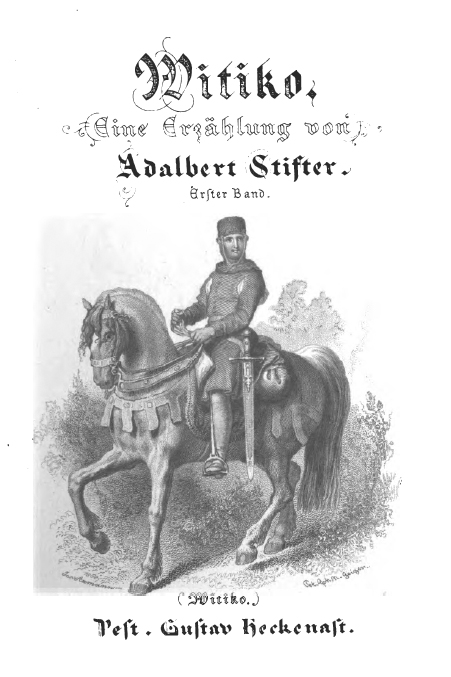
Kupfertitel des ersten Bandes (1865)

Witiko ist ein historischer Roman des österreichischen Schriftstellers Adalbert Stifter. Der Roman erschien vollständig im Herbst 1867.

## Inhalt
Das umfangreiche, im Untertitel als „Eine Erzählung“ bezeichnete Werk berichtet von der Gründung des Adelsgeschlechts der Witigonen, deren Untergang Stifter in seiner Erzählung Der Hochwald schildert. Die Geschichte beginnt 1138 mit dem Ritt des Ritters Witiko von Passau über Hauzenberg in Richtung Böhmen. Auf dem Weg begegnet er einer munteren Reiterschar, unter der sich auch der junge Wladislaw, der Sohn des vorigen Herzogs von Böhmen, befindet.
Witiko begibt sich zum gegenwärtigen Herzog Soběslav und stellt sich in seine Dienste. Als Soběslav schwer erkrankt, tritt in Prag ein Rat zusammen, in dem die führenden Provinzfürsten (Župane) und Gutsherren (Lechen) diskutieren, wer das Land in Zukunft führen
soll. Einige Jahre zuvor hatten sie dem Sohn Soběslavs, Wladislaw, die Nachfolge zuerkannt; allerdings erscheint ihnen der noch sehr junge und ungestüme Wladislaw als zu unreif und unerfahren für den Herzogsstuhl. Die Herzogswürde soll stattdessen der andere Wladislaw erhalten (dem Witiko auf dem Ritt begegnet war), welcher der Sohn des vorigen Herzogs Wladislaw und der Neffe des derzeitigen kranken Herzogs Soběslav ist. Witiko darf nach eingehender Beratung als Bote Soběslavs an der Versammlung teilnehmen; er nimmt die Kunde vom Sinneswandel der Fürsten und von der Neuwahl des Herzogs Wladislaw mit zur Burg Soběslavs und berichtet ihm. Der alte Herzog mahnt seinen Sohn Wladislaw, die faktische Abwahl hinzunehmen und stirbt.
Witiko muss sich nun entscheiden, welchem Wladislaw er dienen soll; er schwankt zwischen dem gewählten Herzog, der die Fürstenmehrheit, und dem Sohn Soběslavs, der in Witikos Augen das Recht für sich hat. Schließlich entscheidet er sich für Neutralität, verabschiedet sich von dem gewählten Herzog Wladislaw und zieht sich auf sein Gut nach Oberplan zurück. Er verbessert die Einrichtungen dort und pflegt die Beziehungen zu seinen Nachbarn.
Dann gelangen Neuigkeiten in den Süden Böhmens: Der niedere Adel ist unzufrieden mit Herzog Wladislaws Amtsführung – der junge Landesherr berücksichtigt aus ihrer Sicht zu wenig die Interessen der Gutsherren. Einige mächtige Adlige vereinen sich im Aufstand unter der Führung des Konrad von Znaim. Auch der Erbe Soběslavs, Wladislaw, schließt sich an. Damit ist für Witiko die Lage klar: Der aus seiner Sicht als direkter Nachkomme des letzten Herzogs Soběslav rechtmäßige Erbe hat sein Recht an Konrad verschleudert, damit legitimiert sich für Witiko die Herrschaft des gewählten Wladislaw. Mit einigen Männern aus den umliegenden Dörfern und Höfen zieht Witiko deshalb zum Herzog Wladislaw, um ihm im Kampf gegen die Aufständischen unter Konrad von Znaim beizustehen.
Die Heere Wladislaws und Konrads treffen sich in Wysoka zur Schlacht. Die Truppen Herzog Wladislaws sind zahlenmäßig unterlegen und verlieren zudem im Kampf einige Truppenteile durch Verrat. Doch die Kämpfer aus dem Böhmerwald, darunter Witiko und seine Mitstreiter, vermögen die Lücken zu schließen und die Schlacht unentschieden zu halten. Als klar wird, dass eine eindeutige Entscheidung auf dem Schlachtfeld nicht zu erwarten ist, beschließt Herzog Wladislaw den Rückzug nach Prag. Der Großteil seiner Männer verschanzt sich dort gegen Konrads Truppen und verteidigt den Herzogssitz, während er selbst mit kleinem Gefolge nach Nürnberg geht, um auf dem dortigen Reichstag die Unterstützung durch den deutschen König Konrad zu erbitten.
Die deutschen Fürsten beschließen, Wladislaw militärisch zu unterstützen. Auf dem Rückweg von Franken nach Prag schließen sich dem Heerzug weitere Krieger an. Als das mächtige Entsatzheer vor Prag erscheint, geben Konrads von Znaims Truppen angesichts der Übermacht die Belagerung Prags auf und ziehen sich zurück. Herzog Wladislaw verabschiedet die deutschen Verbündeten, verteilt Beute und entlässt seine Gefolgschaft. Witiko geht nach Oberplan zurück.
Bald kommt es in Mähren erneut zum Aufstand; Bischof Heinrich Zdik von Olmütz, ein Vertrauter Herzog Wladislaws, sieht sich zur Flucht gezwungen. Witiko bringt ihn unerkannt zum Bischof von Passau. Von dort reist er nach Wien und besucht den Markgrafen von Österreich, auf dessen Burg auch seine Mutter wohnt.
Zurück auf Gut Oberplan beginnt Witiko ein ausgiebiges Rüstungs- und Ausbildungsprogramm und bereitet die Bauern und Dorfbewohner auf künftige Kämpfe vor. In der Tat ruft im kommenden Frühling der Herzog Wladislaw alle seine Gefolgsleute zum Zug gegen die mährischen Aufständischen unter Konrad von Znaim. Ein gut gerüstetes Heer zieht nach Osten, besiegt die Aufständischen, nimmt die Burg von Znaim ein und befestigt die Herrschaft über Böhmen und Mähren.
Witiko wird zum Lehnsherrn seiner Gegend ernannt und errichtet eine eigene Burg. Damit sind die Voraussetzungen erfüllt, unter denen sein Nachbar in Bayern, Heinrich von Jugelbach, ihm seine Tochter Bertha zur Frau geben wollte. Witiko heiratet sie und zieht mit seinen gut gerüsteten Rittern noch zweimal nach Italien, um mit Kaiser Friedrich Barbarossa die kaiserlichen Städte Oberitaliens gegen das aufständische Mailand zu unterstützen.

## Struktur und Stil
Der Roman gliedert sich in drei Bände, die je drei bis vier Kapitel umfassen. Stifters Sprache ist mit archaischen Einsprengseln durchsetzt (so schreibt er für die Himmelsrichtungen konsequent „Morgen“, „Mittag“, „Abend“ und „Mitternacht“ und verwendet weitgehend die germanischen Monatsnamen, beispielsweise „Heumond“ statt Juni).
In epischer Breite werden die zeremoniellen Dialoge der Versammlungen wiedergegeben, und auch die mittelalterlichen Höflichkeitsformen finden sich in detailgetreuer Umständlichkeit wieder. Dadurch wirkt Stifters sorgfältig ausgefeilter Stil aus heutiger Sicht teilweise behäbig und fremd.

## Entstehung

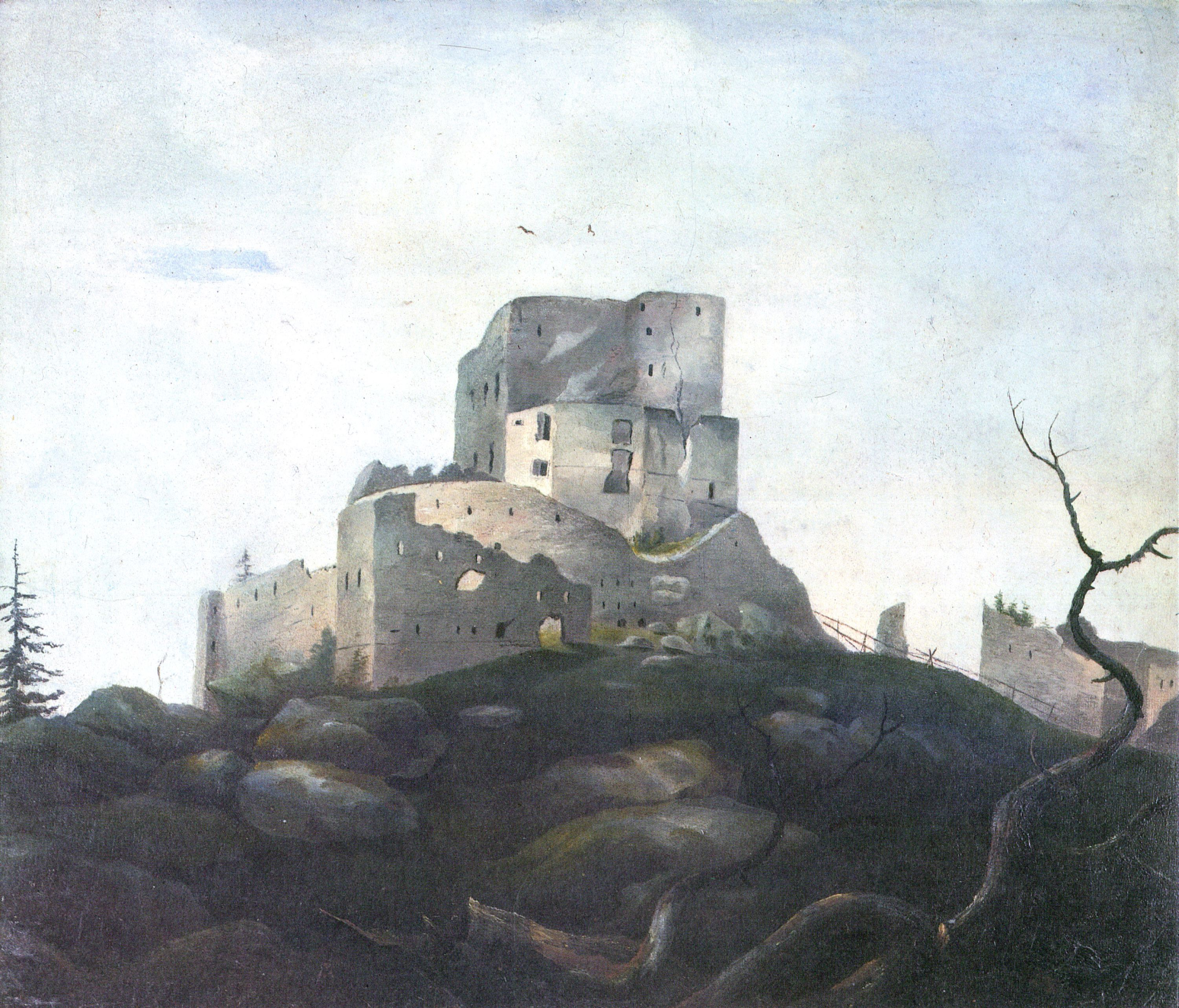
Adalbert Stifter: Die Ruine Wittinghausen (1833/35)

Lange Zeit hatte Stifter einen historischen Roman über die Zeit der Babenberger und der Rosenberger geplant. Ausgangspunkt für Witiko ist die Ruine der Burg Wittinghausen im Böhmerwald, die Adalbert Stifter schon in Jugendjahren fasziniert hatte. Im Roman wird sie zur Burg Witikohaus, die der Held am Ende des Romans errichten lässt. Das Geschlecht der Witigonen und ihr Rosenwappen sind historisch belegt, genau wie die Herrscherfiguren des Romans und die Figur des Witiko, der Mitte des 12. Jahrhunderts oberster Truchsess von Böhmen war. Die Nebenfiguren des Romans sind frei erfunden.
Stifter hat sich in seinen letzten Lebensjahren intensiv mit dem Mittelalter, seinen Waffen, Gebräuchen sowie mit den Details der Geschichte Böhmens vertraut gemacht. Sein Ehrgeiz lag darin, möglichst authentisch zu berichten. Kleinere historische Fehler, auf die er nach Erscheinen des ersten Bandes aufmerksam gemacht wurde (etwa die Tatsache, dass Witiko in Hauzenberg mit Messer und Gabel isst), waren ihm höchst peinlich.

## Bedeutung und Rezeption
Stifter selbst sah seinen Witiko als historischen Roman in der Tradition Walter Scotts (Ivanhoe; Das Herz von Midlothian). Während jedoch Scott den historischen Hintergrund verwendet, um romantische Abenteuergeschichten mit teils haarsträubenden Wendungen zu erzählen, geht Stifter den entgegengesetzten Weg; die Abenteuer des Helden bleiben allen Gefahren zum Trotz gesetzt.
Witiko ist zum einen der Entwicklungsroman eines idealtypischen Menschen. In dieser Hinsicht ähnelt Witiko dem Helden des Nachsommers, nur dass er seine Erziehung bereits hinter sich gebracht hat und sich in der Realität bewähren muss. Zum anderen aber liefert das Handlungsgeschehen rund um Witiko das Ambiente, um die großen politischen und historischen Begebenheiten des dargestellten 12. Jahrhunderts anschaulich und lebendig schildern zu können. Stifter selbst hat erklärt, dass sein vordringliches Anliegen die gesamtgeschichtliche Darstellung sei.
2019 bekannte der österreichische Autor und Literaturnobelpreisträger Peter Handke in einem Interview in der Wochenschrift Die Zeit, er habe Witiko bei der Erstlektüre nicht verstanden, sei aber beim erneuten Lesen vor wenigen Jahren „hypnotisiert“ gewesen: „Ein großartiges, gewaltiges Buch. Es klingt wie das Alte Testament, freilich ohne Gott. […] Was Stifter gemacht hat, hat keiner vor ihm und keiner nach ihm gemacht. In keinem Buch der Bibel gibt es so schöne Geschichten. Vielleicht im Buch Ruth, aber die sind kurz. Man möchte schon gern längere Geschichten.“
Die 2016 erschienene Waldwand des österreichischen Schriftstellers Michael Donhauser versteht sich im Gattungsgefüge von Stifters „Dichtungsversuch“ Witiko als dessen Paraphrase – und wurde 2019 mit dem Heimrad-Bäcker-Preis sowie dem „neue Texte“-Essay-Preis ausgezeichnet.

## Aktuelle Ausgaben
- Adalbert Stifter: Witiko. Artemis & Winkler, Düsseldorf 2007, ISBN 978-3-538-05448-6.
  - als Taschenbuch: Adalbert Stifter: Witiko. dtv, München 2011, ISBN 978-3-423-13954-0.
  - als Hörbuch: Witiko (2 MP3-CD). Ungekürzt vorgelesen von Hans Jochim Schmidt, Vorleser-Schmidt-Hörbuchverlag, Schwerin 2003, ISBN 978-3-941324-02-2.
  - als Hörbuch: Witiko (4 MP3-CD). Ungekürzt vorgelesen von Maria Ott. Der Audio Verlag, Berlin 2017, ISBN 978-3-7424-0221-9.

## Erstausgabe
- Erschienen im Verlag von Gustav Heckenast, Pest 1865–1867 (Digitalisat von Band 1, Band 2 und Band 3 bei Google Books)
- Transkription der gesamten handschriftlichen Überlieferung des Witiko, Internet-Edition
- Digitalisat der Ausgabe von 1900 (Insel-Verlag, Leipzig) im Internet Archive